# Гиперкомпенсация фазы быстрого сна
Гиперкомпенсация быстрого сна — увеличение длительности и глубины фазы быстрого сна, возникающее при лишении сна.
При лишении людей фазы быстрого сна, развивается её гиперкомпенсация - они достигают этой фазы за меньшее время, чем обычно. Когда организм лишён достаточного количества фазы быстрого сна, возникает нарастающая потребность в его восполнении — это приводит к гиперкомпенсации данной фазы при следующем сне. Когда человек получит возможность нормально спать, доля быстрого сна займет большую часть всего ночного отдыха.
После того как ранние исследования связали фазу быстрого сна с процессом сновидений и показали, что она составляет примерно 20% от общего времени сна у человека, учёные начали специально лишать испытуемых именно этой фазы, чтобы изучить её значение. Каждый раз, когда электроэнцефалограмма и движения глаз указывали на начало фазы быстрого сна, экспериментаторы будили испытуемых и не давали им заснуть в течение нескольких минут. По мере продолжения этого «лишения сновидений» у испытуемых всё быстрее возникала фаза быстрого сна, и каждую ночь их приходилось будить всё чаще. Участники эксперимента становились раздражительными, тревожными и испытывали усиленный голод; некоторые досрочно прекратили участие в исследовании. После пяти ночей оставшимся участникам разрешили спать без вмешательств, и у них наблюдалось заметное увеличение доли сна, приходящейся на фазу быстрого сна — в среднем с 19,4% до 26,6%. Эти изменения были статистически значимыми по сравнению с контрольной группой, которую будили такое же количество раз за ночь, но в случайные моменты, не связанные с фазой быстрого сна.
Сам факт существования гиперкомпенсации фазы быстрого сна говорит о том, что сон и прохождение отдельных его стадий жизненно необходимы для работы мозга.
У некоторых морских млекопитающих, таких как дельфины и морские котики, если одно полушарие мозга лишить фазы быстрого сна, только оно впоследствии продемонстрирует гиперкомпенсацию. Второе полушарие при этом остаётся без изменений.
Гиперкомпенсация фазы быстрого сна часто наблюдается у людей, принимающих определённые снотворные препараты, а также в первые ночи после начала СИПАП-терапии у пациентов с апноэ сна. Алкоголь тоже влияет на структуру сна: он подавляет фазу быстрого сна в первой половине ночи, что приводит к её гиперкомпенсации спустя 4–5 часов после засыпания. Хотя алкоголь может ускорять засыпание, он нарушает нормальные циклы сна: в первой половине уменьшается продолжительность быстрого сна, а во второй — увеличивается доля самой поверхностной, первой стадии сна.
Большинство антидепрессантов, особенно препараты, повышающие уровень серотонина, такие как циталопрам и пароксетин, сильно подавляют фазу быстрого сна. После их отмены может возникнуть выраженная гиперкомпенсация этой фазы.